# Lopesia armata
Lopesia armata är en tvåvingeart som beskrevs av Gagne 1993. Lopesia armata ingår i släktet Lopesia och familjen gallmyggor.
Artens utbredningsområde är Kenya. Inga underarter finns listade i Catalogue of Life.